# John Ballinger (bibliotecario)
John Ballinger (12 de mayo de 1860 – 8 de enero de 1933) era un bibliotecario galés, el primer bibliotecario de la Biblioteca Nacional de Gales. Andrew Green, de la Biblioteca Nacional, le describió más tarde como «uno de los bibliotecarios profesionales más destacados de su tiempo».

## Biografía
Ballinger nació en Pontnewynydd, cerca de Pontypool, Monmouthshire, el hijo de Henry Ballinger, un ingeniero. Cuando su padre perdió su trabajo en la siderurgia de Pontnewynydd, la familia se mudó a Whitchurch, Cardiff, donde su padre consiguió trabajo en la Fábrica de Hojalata de Melingriffith. Ballinger entonces perdió a su padre cuando tenía seis años.
Atendió la escuela primaria en Canton, pero había dejado escuela con catorce años de edad, recibió un año de educación privada, y mientras buscaba empleo asistía a clases nocturnas. A la edad de quince, en 1875, Ballinger trabajó como asistente en la Biblioteca Pública de Cardiff, y más tarde en la [swansea library Biblioteca Pública de Swansea].
Se le nombró director de la biblioteca pública en Doncaster, Yorkshire en 1880 a pesar de su edad temprana. Aquí estableció su reputación y empezó a escribir una columna, «Sobre libros», en el diario local, La Crónica de Doncaster.
En 1884 Ballinger regresó a Cardiff, esta vez consiguió el cargo de director en la Biblioteca Pública de Cardiff. Durante su etapa como director, el número de libros prestados anualmente aumentó de 7.000 a 750.000. En 1905, había 100.000 volúmenes en las colecciones, entre los cuales 20.000 eran obras relacionados con Gales.
Cuando el movimiento empezó a exigir para una Biblioteca Nacional en Gales, Ballinger estaba pendiente de los avances como era el más conocido bibliotecario, con diferencia, en Gales. Señor John Williams había prometido una donación a la biblioteca nueva, y fue él quien ofreció a Ballinger el cargo de director, sin competencia.
Empezó el 1 de enero de 1909, con un salario de £600, £100 más que en su puesto anterior en Cardiff, con una pensión. Se retiró el 31 de mayo de 1930 y la Corte de los gobernadores le agradeció por su contribución:

«se ha dedicado todas sus energías a la fundación y la administración de una institución nacional que, desde comienzos comparativamente pequeños, se ha convertido en una de las mejores bibliotecas del mundo ... debido en gran medida a su energía abundante, poder determinante, grandes esfuerzos, y capacidad no solo para descubrir, sino también para conseguir colecciones valiosas para la Biblioteca.»

De sus muchos logros, hubo reconocimientos especiales para asegurar el estado de la Biblioteca Nacional como un depósito legal, y la obtención «del continuo interés y apoyo del público en general».
Durante este tiempo, Ballinger recibió un Maestría honoraria en Artes de la Universidad de Gales, en 1909, un OBE en 1920, se le nombró miembro honorario de la Asociación de Bibliotecas en 1929, el título de caballero el 1 de enero de 1930 y la Medalla de la Honorable Sociedad de Cymmrodorion en 1932.
Se retiró a Hawarden, Flintshire, donde aconsejaba a la Biblioteca de St Deiniol y reanudó su carrera editorial y su compromiso a la bibliografía histórica de Gales.
Ballinger tenía mala salud y murió el 8 de enero de 1933. Se le enterró en el cementerio en Hawarden. Su mujer, Amy, murió el 28 de octubre de 1933.